# Мартиросян, Ванес
Ванес Норикович Мартиросян (арм. Վանես Մարտիրոսյան; 1 мая 1986 года, Абовян, СССР) — американский боксёр армянского происхождения.

## Биография
Семья Ванеса Мартиросяна переехала в Глендейл, Калифорния, США, когда Ванесу было четыре года. Боксировать Ванес начал, когда ему было всего семь лет. Мальчика забрали со школы, он занимался на дому, чтобы уделять больше внимания боксу. Отец Мартиросяна также был боксёром-любителем.

## Любительская карьера
Мартиросян 8 раз "надевал" "Золотые перчатки" – побеждал на одноимённом турнире.
В 2004 году на квалификационном турнире победил в финале гаитянца Андре Берто. Во время квалификационных боёв за получение места в сборной США и путёвку на Олимпийские игры, Мартиросян избивал всех своих высокорейтинговых соперников, за что и получил прозвище «Кошмар».
На олимпийских играх (в каком году?) Мартиросян в первом туре победил алжирца Бенамара Мескина, а во втором туре проиграл кубинцу Лоренсо Арагону.
Так же (также или таким же образом?) в любительской карьере Ванес Мартиросян побеждал Тимоти Брэдли и трижды – Остина Траута.
Закончил любительскую карьеру со 120 победами и 10 поражениями. Все поражения, кроме полученных в боях с Ником Кейселом и Лоренсо Арагоном, взял в реваншах (потерпел в реваншах?).

## Профессиональный бокс
В 20 лет он стал профессионалом. Провёл первый поединок в апреле 2005 года. Первые 18 поединков провёл против низкорейтинговых боксёров.

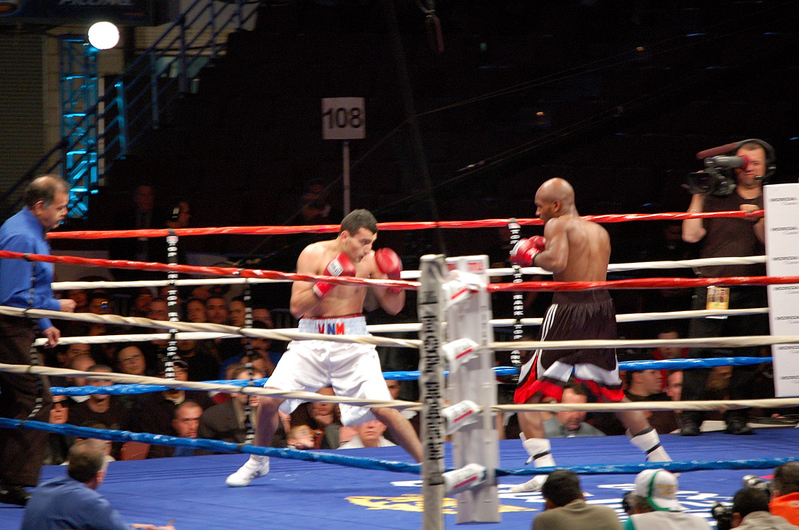
Ванес Мартиросян и Джо Грин (2010 год)

7 февраля 2008 года нокаутировал в третьем раунде перспективного мексиканца Мичи Муньеса (20-1), а затем победил по очкам его соотечественника Анхеля Эрнандеса (28-6).
В сентябре 2008 года Ванес победил по очкам непобеждённого американского боксёра мексиканского происхождения Майкла Медину (18-0-2).
19 декабря 2009 года Мартиросян вышел на первый титульный поединок. В поединке за титул Северной Америки по версии NABF и WBO NABO, Мартиросян в третьем раунде нокаутировал Вилли Ли.
Через два месяца, 16 января, Мартиросян победил по очкам бывшего чемпиона мира Кассима Оуму.
5 июня 2010 года на стадионе "Янкис" Мартиросян встретился с непобеждённым американцем Джо Грином (22-0). Мартиросян победил того по очкам, завоевав интернациональный титул чемпиона мира по версии WBA. Победа стала 28-й по счету и 17-й по нокаутам.
4 июня 2011 года, Ванес в отборочном турнире WBC нокаутировал мексиканца Сауля Романа и завоевал серебряный титул чемпиона мира по версии WBC.
10 ноября 2012 года Мартиросян в финальном элиминаторе WBC свёл вничью поединок с боксёром из Кубы Эрисланди Ларой.
21 мая 2016 года уступил единогласным решением судей Эрисланди Ларе в бою-реванше. Таким образом, Ванес Мартиросян потерпел третье поражение в профессиональной карьере.
5 мая 2018 года проиграл нокаутом во 2-м раунде Чемпиону WBA, WBC, IBF и IBO в среднем весе Геннадию Головкину.